# ناحية شهر أباد
ناحية شهر أباد (بالفارسية: بخش شهرآباد) هي ناحية في مقاطعة بردسكن، محافظة خراسان رضوي، إيران. حسب إحصاء 2016، عدد سكان الناحية 18465 فردا في 5792 عائلة. بالناحية مدينة واحدة هي شهر أباد، وبها منطقتان ريفيتان هما قسم جلغة الريفي وقسم شهر أباد الريفي.